# Đường Sài Gòn, Hồng Kông
Đường Sài Gòn (Tiếng Trung: 西貢街, Hán Việt: Tây Cống nhai, tiếng Anh: Saigon Street) là một con đường tại quận Yau Tsim Mong (Du Tiêm Vượng), Kowloon, Hong Kong. Đường chia thành hai phần, nằm ở hai bên của Đường Nathan (敦道, Nathan Road, Đôn đạo), có hầm cho người đi bộ nhưng không mở. Phía Tây đường Sài Gòn kết nối Đường Chi Wo, Đường Nathan và các đường khác, kết nối các phần phía tây của đường Parkes, đường Ferry và các đường khác, và gần đường Ningbo, đường North.
Đường phố trước đây có tên là 第三街 (Hán Việt: Đệ tam nhai, tiếng Anh: Third Street), vào tháng 3 năm 1909 đổi tên thành Sài Gòn. Tên đường không có liên quan đến với Tây Cống hay Quận Tây Cống của Hồng Kông, nhưng được đặt theo tên thành phố Sài Gòn (nay là Thành phố Hồ Chí Minh) lúc đó. Trong lần đổi tên này nhiều con đường được đặt tên theo các thành phố có buôn bán với Hồng Kông, trong đó có hai con đường khác được đặt tên theo các địa danh Việt Nam là Hà Nội và Hải Phòng. Đây là một trong số ít những con đường ở Hồng Kông không được đặt tên theo các địa danh ở Trung Quốc hay Anh quốc.
Trên đường có 1 sân chơi cho trẻ em (Saigon Street Playground) và khách sạn Evergreen.

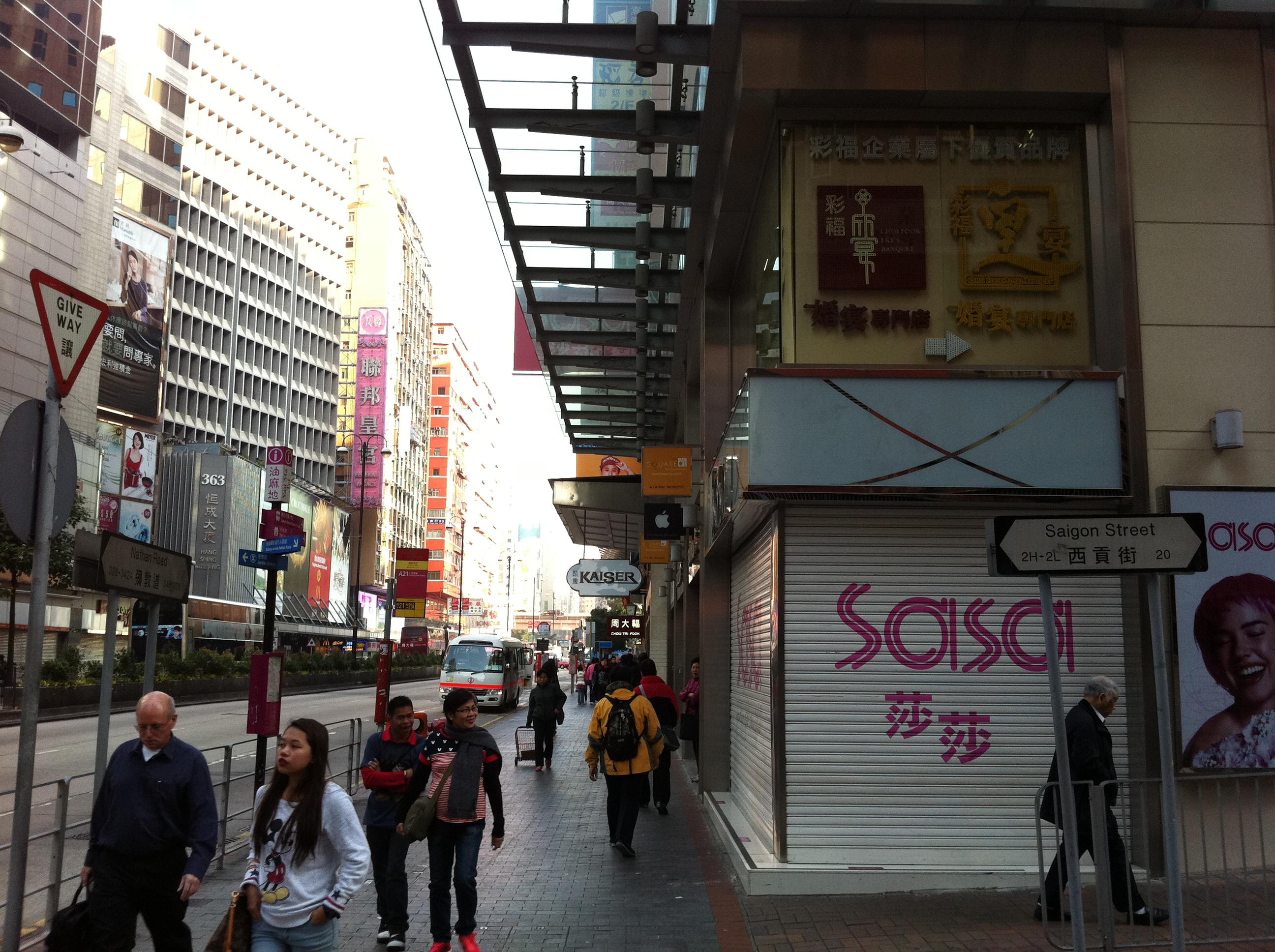
Góc đường Sài Gòn và Nathan
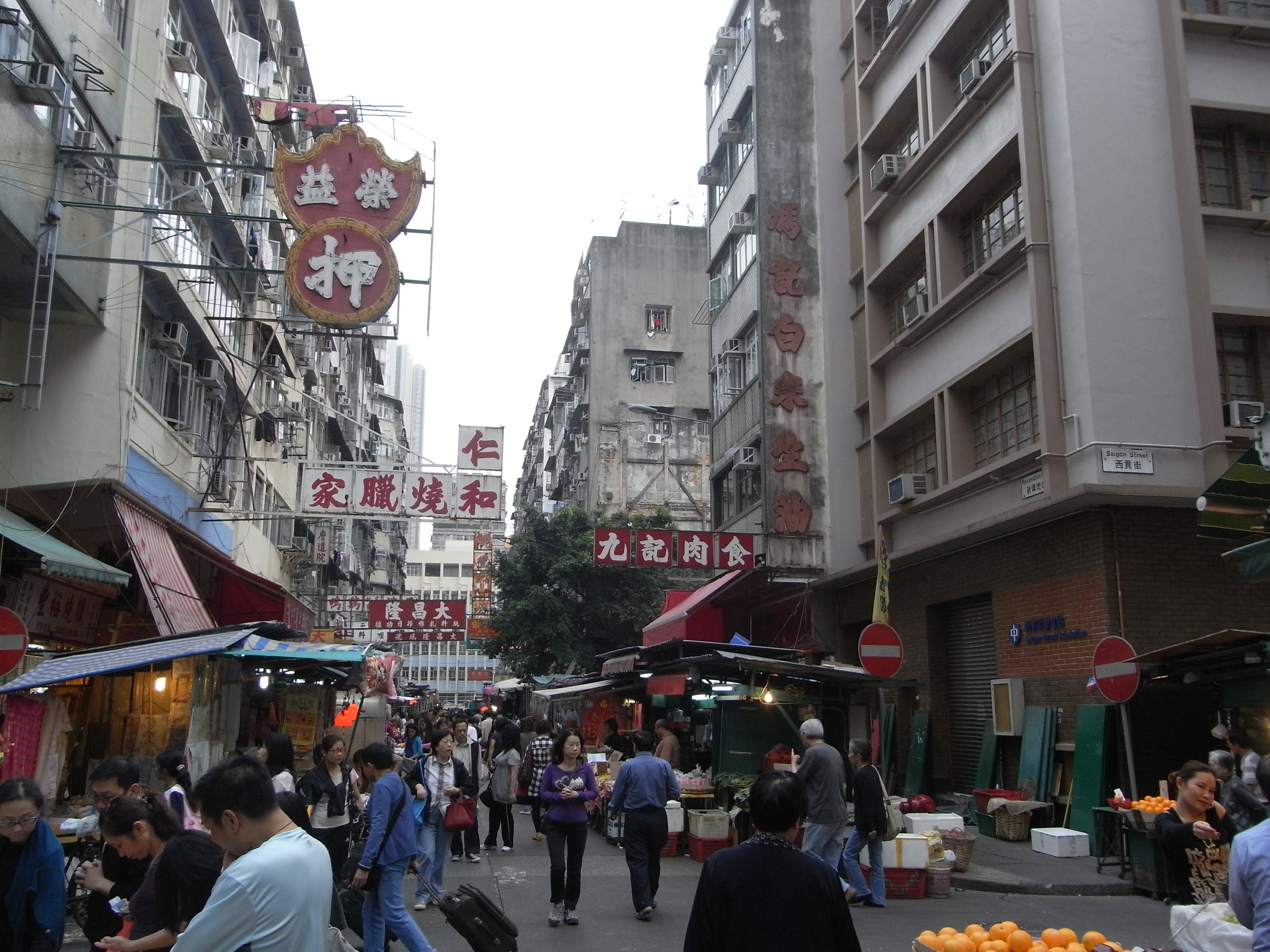
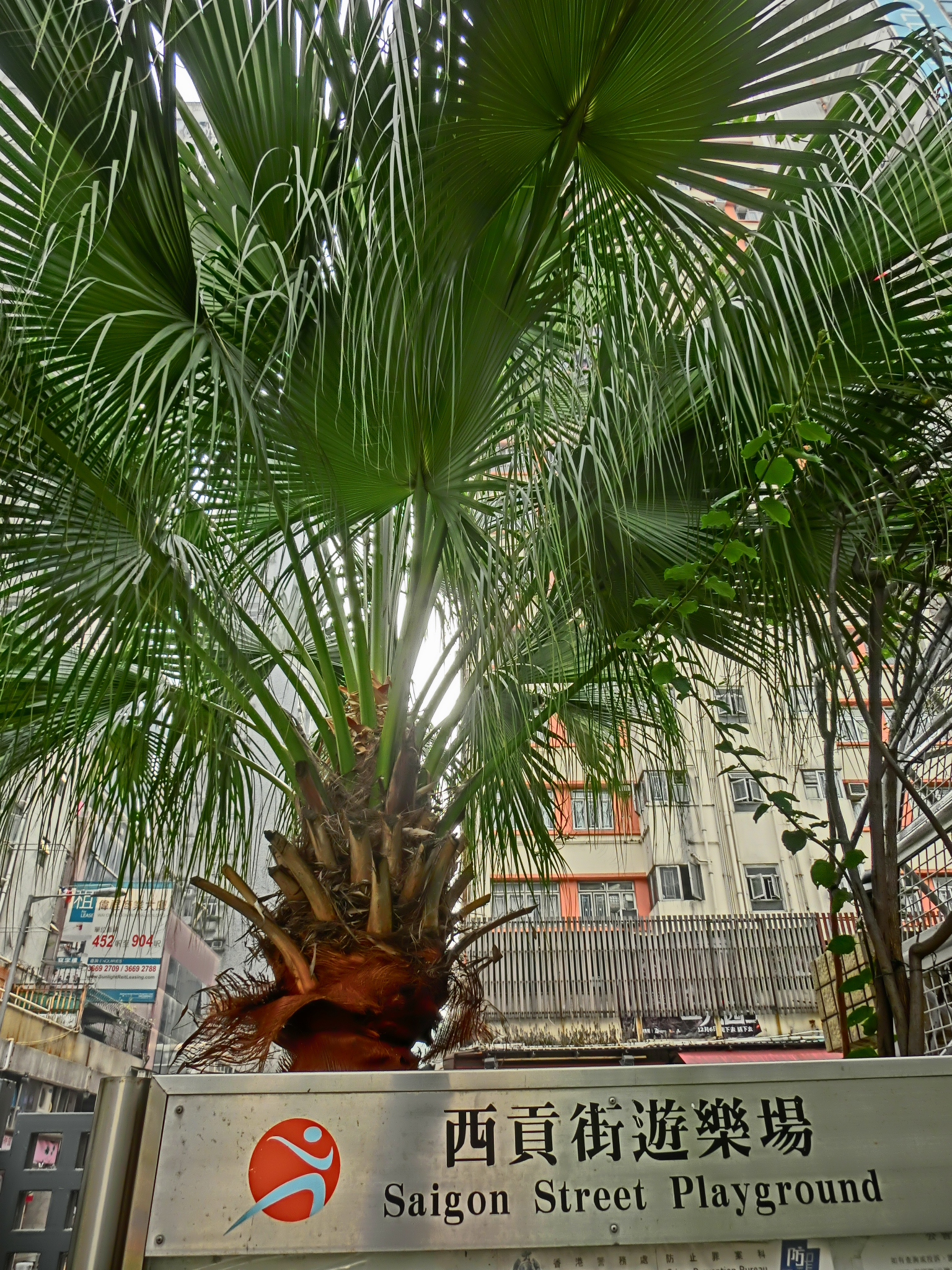
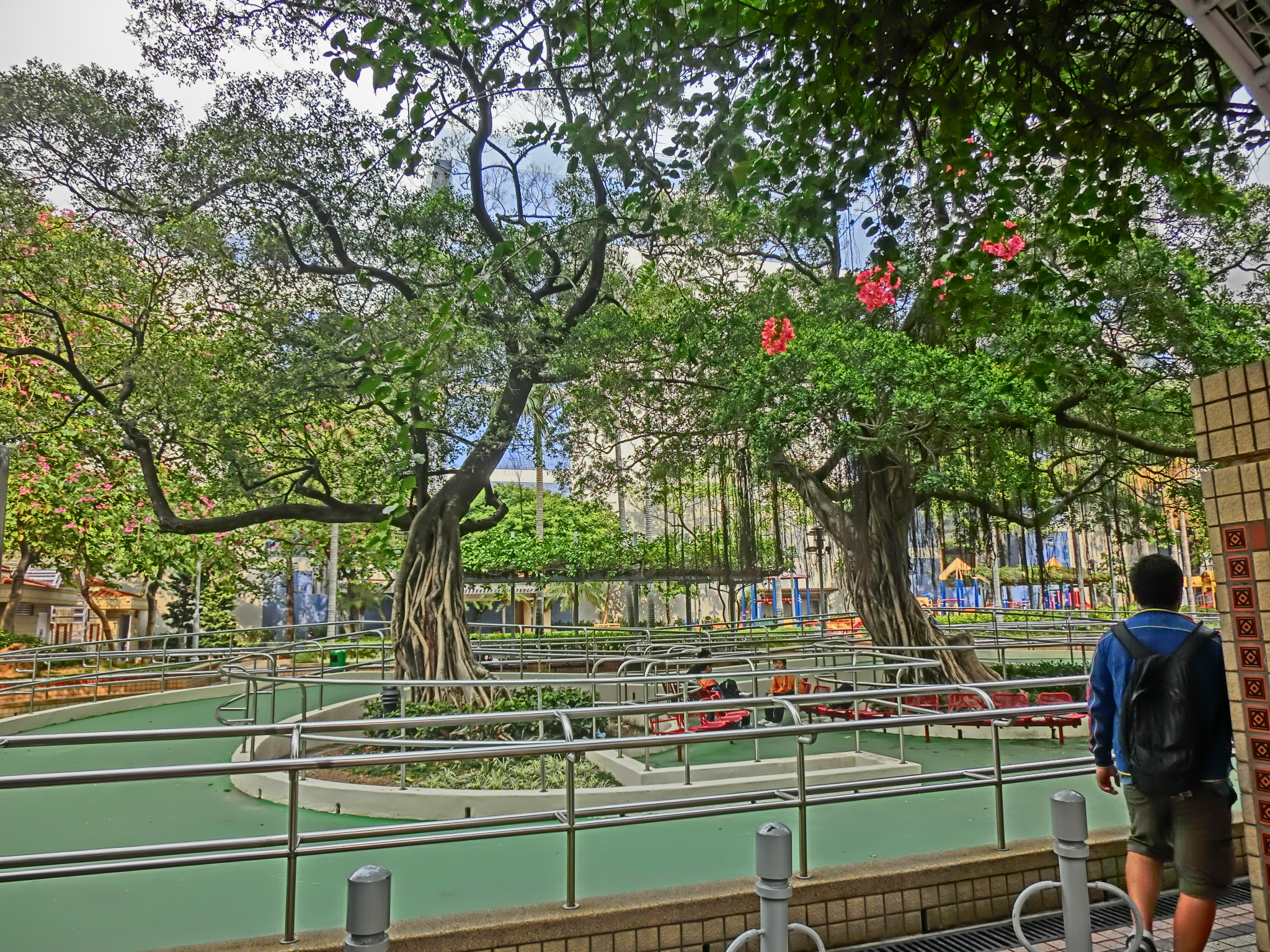
Sân chơi trẻ em